# Ermanno Bronzini
Ermanno Bronzini (La Spezia, 1914 – Roma, 2004) è stato un biologo e parassitologo italiano, direttore del Giardino Zoologico e del Museo civico di zoologia di Roma dal 1956 al 1978.
Fu fondatore della UIDGZ (Unione Italiana dei Direttori dei Giardini Zoologici) e uno dei promotori dell'ANMS (Associazione Nazionale Musei Scientifici).